# Лагідний янгол смерті
«Лагідний янгол смерті» (рос. Добрый ангел смерти) — роман українського письменника Андрія Куркова, написаний 1997 року.

## Сюжет
Головний герой роману, киянин Микола Сотников, отримав на додачу до квартири таємничі документи. Ховаючись від переслідувачів, він біжить з міста на Каспійське узбережжя Казахстану в пошуках скарбу, нібито розміщеного в пісках півострова Мангишлак Тарасом Шевченком, що служив там в царській армії. Пошуки цього скарбу привернули увагу УНА-УНСО, і Служби безпеки України, а зворотний шлях через Кавказ виявиться набагато складнішим і небезпечнішим, ніж очікувалося.

## Переклади українською
- Андрій Курков. Лагідний янгол смерті. Переклад з російської: В. Левицька. Київ: KM Publishing, 2009. 384 стор. (серія «Фієста»). ISBN 978-966-424-133-2
- Андрій Курков. Добрий янгол смерті. Переклад з російської: Володимир Бойко. Харків: Folio, 2020. 384 сьор. (серія «Зібрання творів»). ISBN 978-966-03-8216-9[1]